# Hiroki Hattori
Hiroki Hattori (服部 浩紀 Hattori Hiroki?), född 30 augusti 1971 i Gunma prefektur, är en japansk före detta fotbollsspelare.
Hattori började sin karriär 1994 i Yokohama Flügels. 1998 flyttade han till Kawasaki Frontale. Efter Kawasaki Frontale spelade han för Shimizu S-Pulse, Albirex Niigata, Avispa Fukuoka och Sagan Tosu. Han avslutade karriären 2003.